# Microsoft Student
Microsoft Student是Microsoft Encarta家族的产品之一，它不仅包括了Encarta百科全书，还加入了专门为学生设计的工具及模板。这其中包括了Microsoft Math，文学类资源，Microsoft Encarta（百科全书），并提供为学生设计的Office模板。最新版本为2008年8月发布的Microsoft Student with Encarta Premium 2009。
2009年6月，该软件已经停止销售。
截至2024年，该套件可在Edge浏览器中输入edge://learning/来使用。

## Encarta百科全书
Encarta是一部微软出品的多媒体电子百科全书，包括Encarta高级版和Encarta Kids。
截至2008年8月其最新版本为16.0.0.1117。

## Encarta Dictionaries
Encarta Dictionaries是一部软件英文词典，这部词典里有词典、类语辞典、5种语言词汇翻译、动词时态用法这4类功能。
截至2008年8月其最新版本为16.0.0.1117。

## Microsoft Math
Microsoft Math是为学生（主要为中、小学生设计）设计的数学软件工具。它大致相当于一部高级的科学计算器，但功能并不仅限于计算器，它拥有识别手写文字、绘制函数的图像、解多元方程、解三角函数等功能。
截至2008年8月其最新版本为16.0.4297.1026。

## Learning Essentials for Students
Learning Essentials for Students为学生提供一个多学科的工作平台。内置有多种模板，例如学术报告等。
截至2008年8月其最新版本为2.0.010807.00。

## 停止更新
2009年6月，该软件已经停止销售，微软终止了Microsoft Encarta 和 Microsoft Student with Encarta Premium 产品线。
截至2024年，该套件可在Edge浏览器中输入edge://learning/来使用。